# Poa stuckertii
Poa stuckertii là một loài cỏ trong họ hòa thảo, thuộc chi poa.